# Бутиньи, Поль-Эмиль
Поль-Эмиль Бутиньи (10 марта 1853, Париж — 27 июня 1929, там же) — французский художник, создатель картин на военно-исторические сюжеты.

## Биография
Сын портнихи Клотильды Софи Бутиньи. Учился живописи у Александра Кабанеля в Национальной высшей школе изящных искусств. В 1898 году стал кавалером ордена Почётного легиона. В следующем году создал художественный журнал «Cocorico», выступавший в поддержку стиля арт-нуво. Обложки некоторых номеров журнала создал художник Альфонс Муха.
Сам Бутиньи однако не занимался экспериментами в искусстве, работая над историческими сюжетами, причем его особый интерес вызывали события Вандейского мятежа и мятежа шуанов — восстаний крестьян на западе Франции под руководством аристократии и священников против Французской революции и позже — Наполеона. Писал он и картины, посвящённые другим военным действиям, в частности, по тематике Наполеоновских войн.

## Галерея

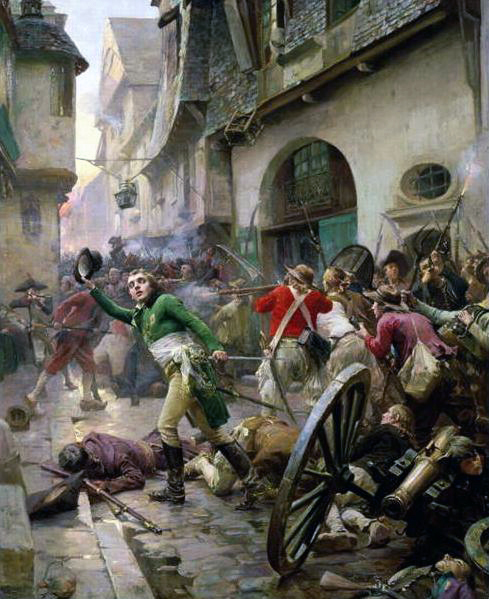
Вандейский мятеж. Анри де Ларошжаклен в битве при Шоле (1793).
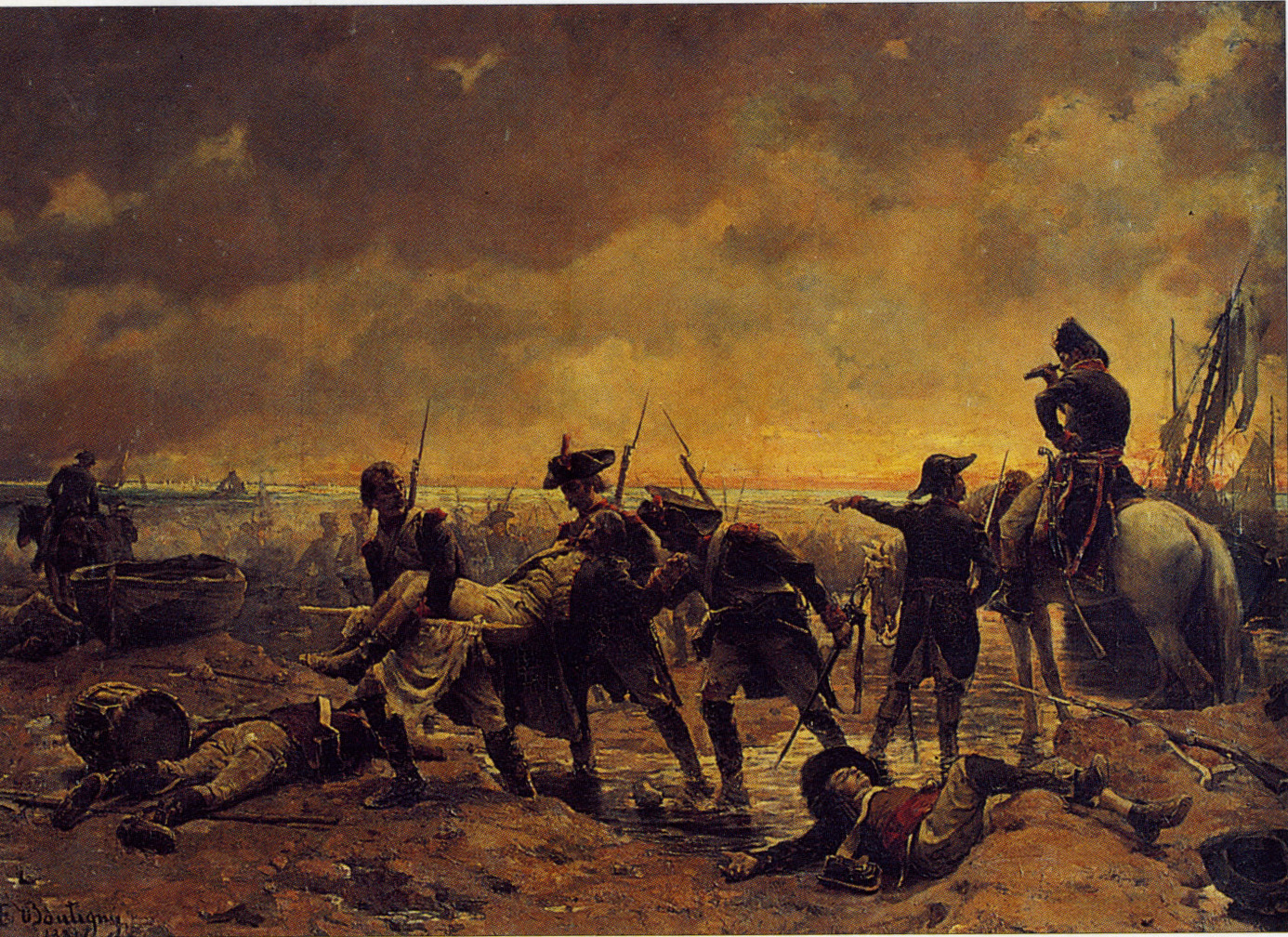
Республиканские войска наблюдают за отплытием разбитых роялистов на английски кораблях. Битва при Кибероне (1795).
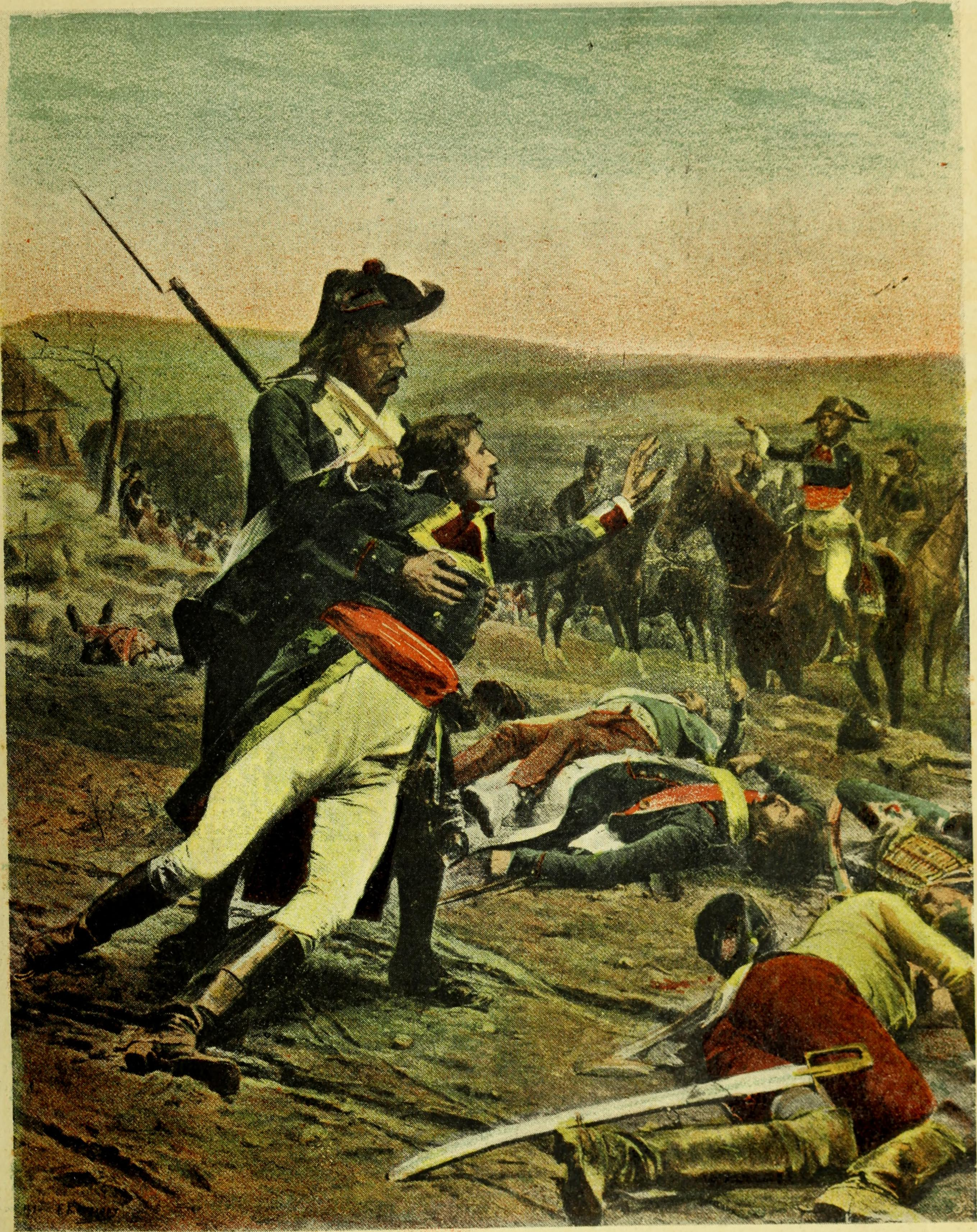
Гибель бригадного генерала Жан-Жака Косса, в одном из боёв Итальянской кампании 1796 года удержавшего позицию до подхода главных сил генерала Бонапарта (верхом справа).
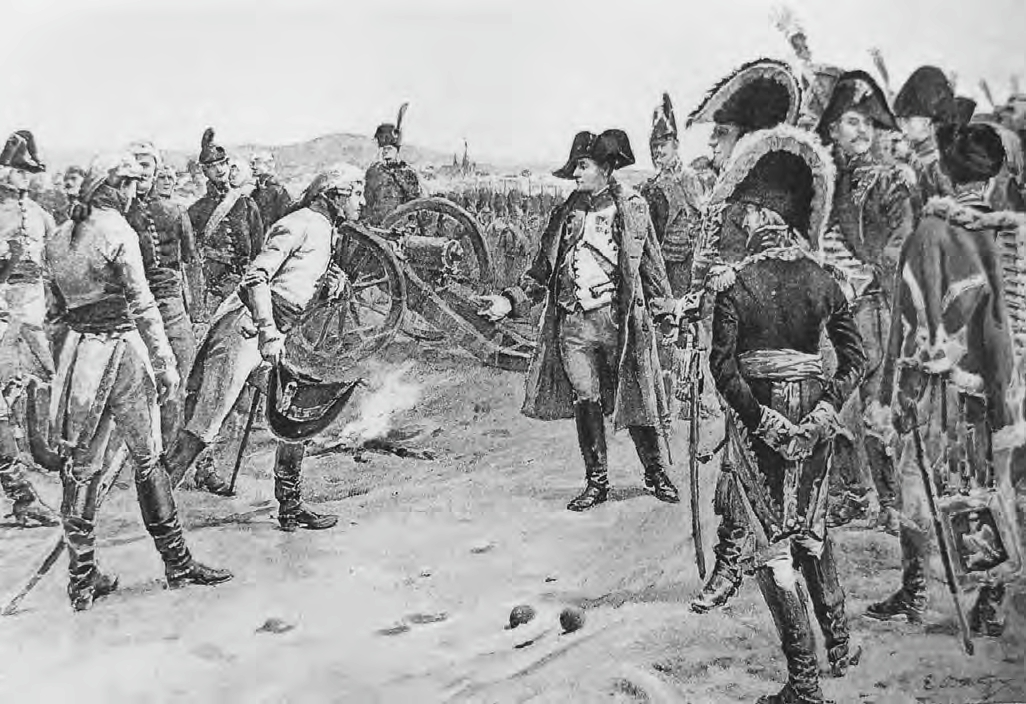
Наполеон принимает в Ульме капитуляцию австрийских войск генерала Мака (1805).
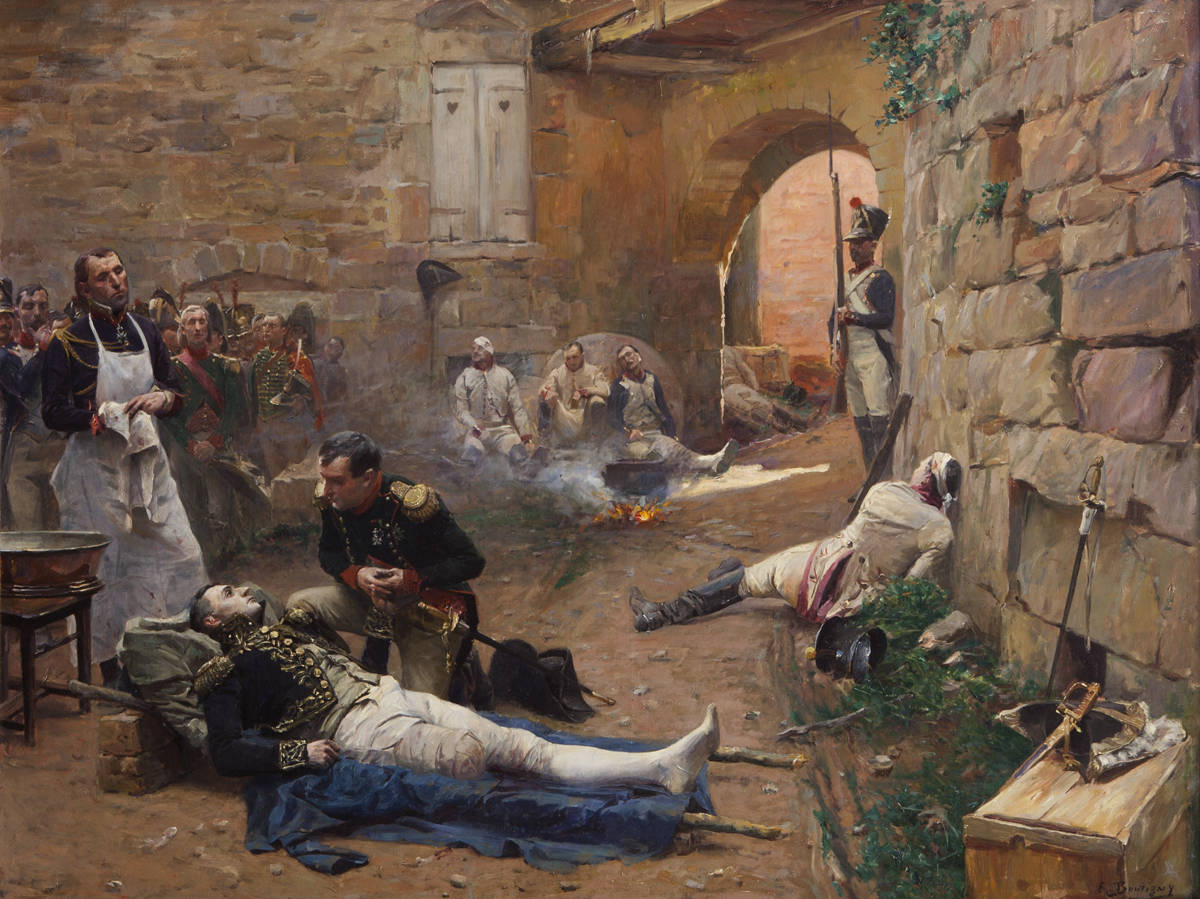
Наполеон перед умирающим маршалом Ланном после битвы при Эсслинге (1809).
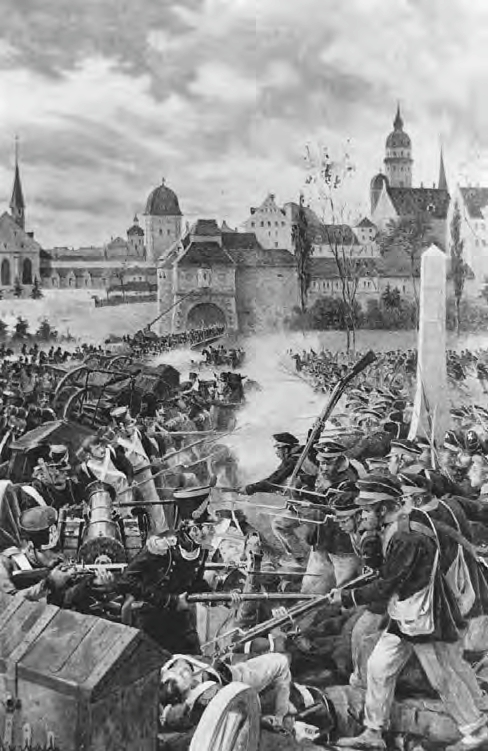
Финальная часть сражения под Лейпцигом — французская армия отступает через забитые артиллерией и повозками мосты. Справа атакует прусский ландвер (1813).
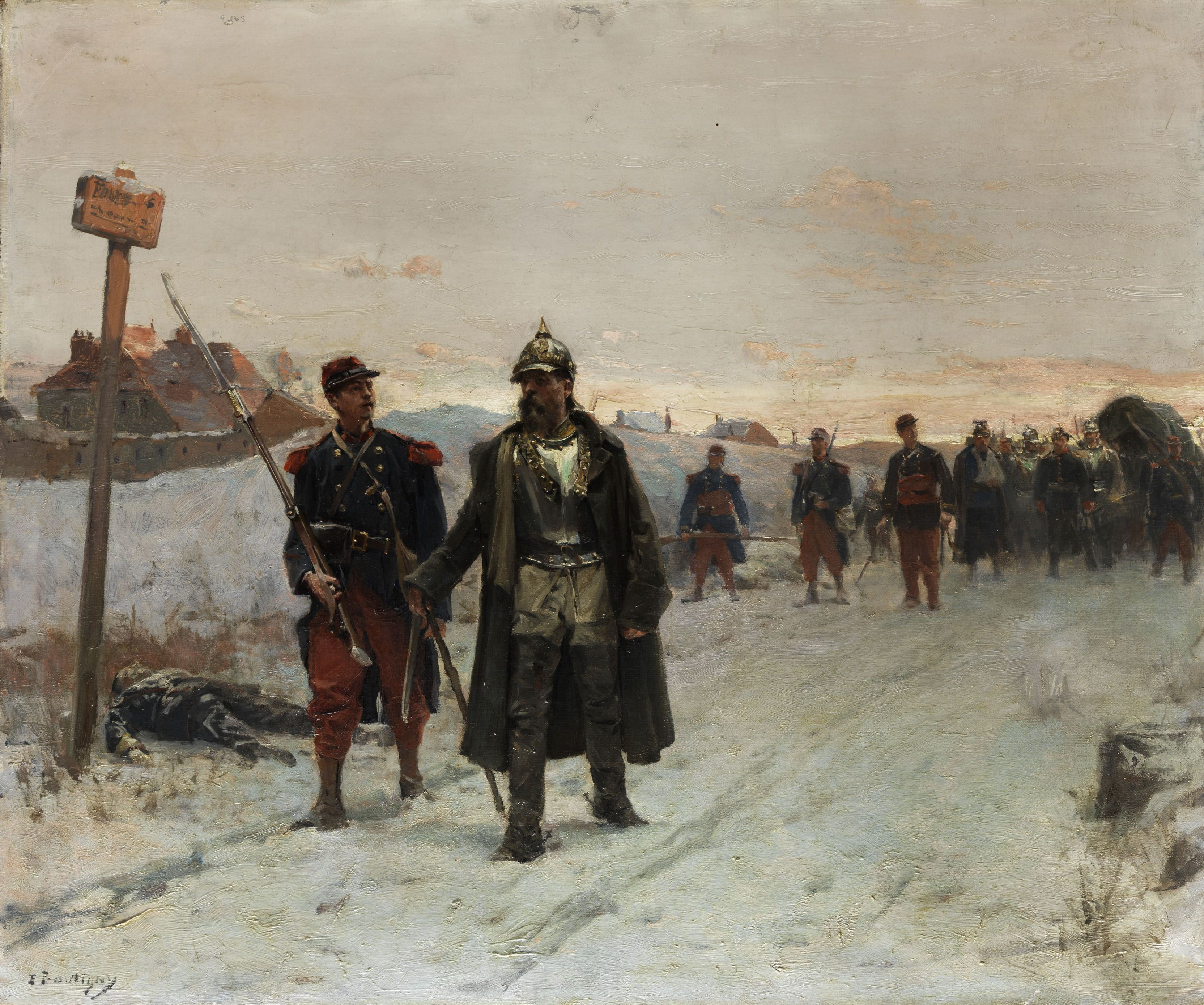
Эпизод из Франко-прусской войны (1870-1871).
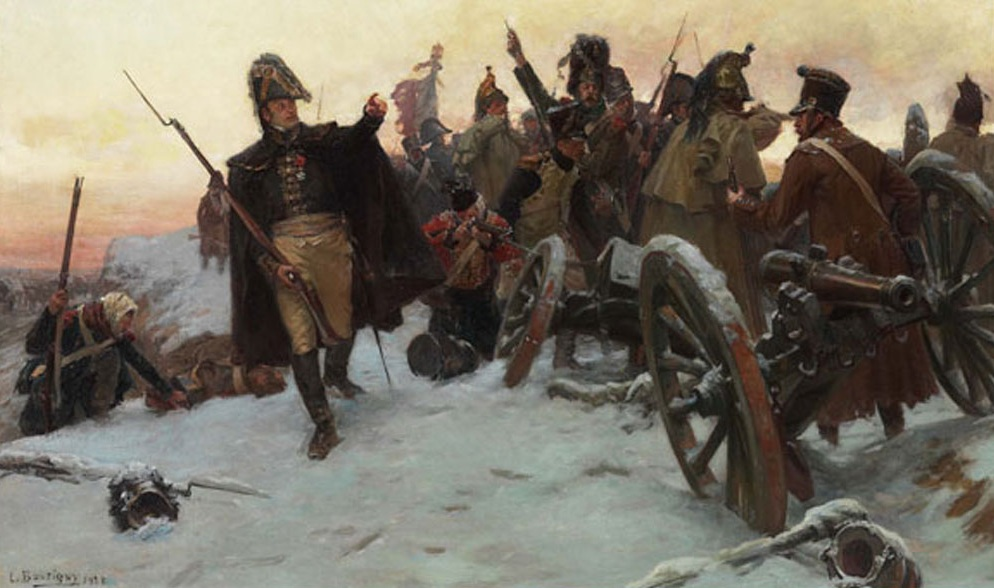
Маршал Ней при отступлении из России.
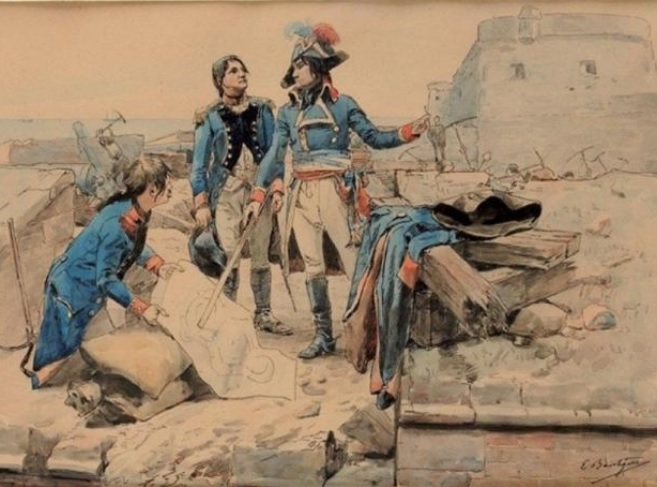
Бонапарт при Тулоне.
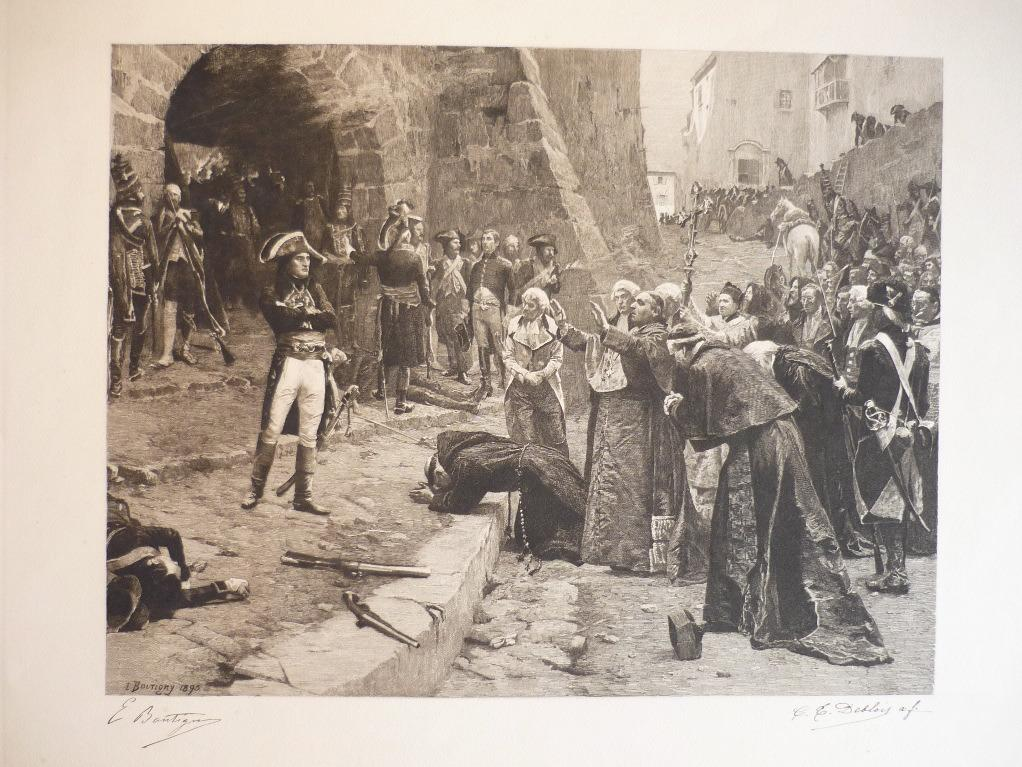
Генерал Бонапарт принимает капитуляцию восставшей Павии.
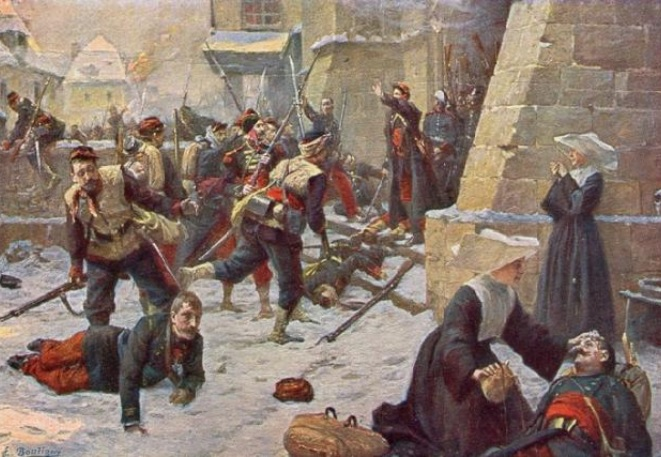
Эпизод из Франко-ррусской войны.